# Stadbroek
Stadbroek (Limburgs: Sjtadbrouk) is een woonwijk in het noordoosten van Sittard.

## Ligging
De wijk wordt in het noorden begrensd door het recreatiegebied de Schwienswei en ligt daardoor aan de rand van de stad. Verder grenst het in het oosten aan Broeksittard, waarmee het in de tweede helft van de 20e eeuw vaak als geheel werd gezien. In het zuiden bevindt zich de stadswijk Vrangendael en in het westen het Centrum en de stadswijk Baandert.

## Geschiedenis
Stadbroek was in de geschiedenis een van de vier 'buitendorpen' van Sittard, ontstaan langs de Molenbeek, een gegraven vertakking van de Geleenbeek die vanuit de historische binnenstad van Sittard naar de Stadbroekermolen leidde. Het gebied was een "moerassig land" (broek) van de "stad" Sittard, wat dus de benaming verklaart. Het was feitelijk een gehucht, gelegen in het destijds landelijke gebied tussen Sittard en het kerkdorp Broeksittard, waar landbouw het belangrijkste middel van bestaan was. Het heeft bestuurlijk en kerkelijk gezien altijd bij Sittard gehoord. Enkele historische boerderijen en huizen zijn nog bewaard gebleven, die met name gesitueerd zijn langs de Oudeweg.
In de jaren 20 van de 20e eeuw werd langs de nieuwe weg tussen Sittard en Tüddern een arbeidersbuurt gebouwd voor de mijnwerkers van de Staatsmijnen. Dit was een voorbeeld van een typische "mijnwerkerskolonie", oorspronkelijk gebouwd op een afstand van de bestaande woonkernen. In 1921 werd er een eerste (nood)kerk gebouwd. Door de toenemende arbeidsmarkt in de jaren 1950 werd de wijk in deze periode fors uitgebreid en groeide zo uiteindelijk aaneen met de aangrenzende woonwijken.
Na de sluiting van de mijnen in Limburg kregen Stadbroek en het aangrenzende Broeksittard te maken met een enorm verval en werden de wijken steeds meer gezien als volksbuurt, waar criminaliteit, overlast en werkloosheid in hoge mate toenamen. Als onderdeel van een wijkontwikkelingsplan (WOP) is vanaf het jaar 1997 begonnen met sanering van een deel van de wijk, met sloop van een aantal straten als gevolg. Vanaf 2003 werd op grotere schaal gesloopt, waarbij het grootste gedeelte van Stadbroek (met name het noordelijke deel) nagenoeg volledig is afgebroken. Ook het centrum van de wijk, inclusief de kerk en de basisschool, is bijna compleet verdwenen. In het vrijgekomen gebied is een nieuwe woonbuurt aangelegd, de buurt Molenbeek.

## Voorzieningen en bezienswaardigheden
Stadbroek kent tegenwoordig nauwelijks voorzieningen. Hiervoor is het vooral aangewezen op de omliggende wijken. Er bestaan momenteel plannen voor de aanleg van een nieuw (winkel)centrum. Voorts bevindt zich ten noorden van de wijk het recreatiegebied de Schwienswei, met onder andere het zwembad De Nieuwe Hateboer, het CIOS en het Euregionaal Sport- en Congrescentrum. Aan de Jan Steenstraat bevinden zich de sportvelden van de voetbalvereniging SSOC. 
De Stadbroekermolen, een middeleeuwse watermolen aan de Molenbeek, bevindt zich in het noorden van de wijk. Deze molen, die in de jaren 1990 gerestaureerd is en waarin zich tegenwoordig een party- en zakencentrum bevindt, is verklaard tot rijksmonument. Zie ook de lijst van gemeentelijke monumenten in Stadbroek.
Steden: Geleen · Sittard

Dorpen: Born · Buchten · Einighausen · Grevenbicht · Guttecoven · Holtum · Limbricht · Munstergeleen · Obbicht · Papenhoven

Buurtschappen en gehuchten: Abshoven · Daniken · Graetheide · Harrecoven · Rosengarten · Schipperskerk · Windraak

Woonwijken: Baandert · Broeksittard · Geleen-Centrum · Geleen-Noord · Geleen-Zuid · Hondsbroek · Kemperkoul · Kluis · Kollenberg-Park Leyenbroek · Limbrichterveld · Lindenheuvel · Oud-Geleen · Overhoven · Sanderbout · Sittard-Centrum · Stadbroek · Vrangendael

Limburg: Steden en dorpen      Nederland: Provincies · Gemeenten